# Plešivec (berg i Tjeckien, Karlovy Vary)
Plešivec är ett berg i Tjeckien.   Det ligger i regionen Karlovy Vary, i den västra delen av landet, 120 km väster om huvudstaden Prag. Toppen på Plešivec är 1 028 meter över havet, eller 129 meter över den omgivande terrängen. Bredden vid basen är 2,1 km.
Terrängen runt Plešivec är huvudsakligen kuperad.Runt Plešivec är det ganska tätbefolkat, med 58 invånare per kvadratkilometer. Närmaste större samhälle är Karlovy Vary, 13,9 km söder om Plešivec. I omgivningarna runt Plešivec växer i huvudsak blandskog.